# Spicy Horse
Spicy Horse (chiń. trad. 麻辣馬, chiń. upr. 麻辣马, pinyin: Má là mǎ) – niezależne studio gier komputerowych z siedzibą w Szanghaju. Zostało założone przez Americana McGee w 2007 roku.

## Charakterystyka
Studio powstało w 2007 roku. Przedsiębiorstwo jest największym niezależnym zachodnim producentem w Chinach. Zatrudnia ono ponad 70 pracowników w studiu w dystrykcie Zhabei w Szanghaju. Studio posiada również swoją spółkę-córkę – Spicy Pony – zajmującą się produkcją gier dla smartfonów iPhone.

## Produkty
Pierwszą grą studia była American McGee’s Grimm, wydana w serwisie GameTap w lipcu 2008 roku w formie odcinków, które ukazywały się do kwietnia 2009 roku. Seria powstała przy wykorzystaniu silnika Unreal Engine 3. Studio wyprodukowało również sequel do gry American McGee’s Alice pod tytułem Alice: Madness Returns przy współpracy z Electronic Arts. Była to pierwsza gra przeznaczona na konsole w całości wyprodukowana w Chinach i przeznaczona na eksport.